# チョン・ジニョン (1964年生の俳優)
チョン・ジニョン（정진영、1964年11月19日 - ）は、大韓民国ソウル特別市出身の俳優。

## 経歴
韓信小学校、 水踰中学校を経て信一高等学校を卒業。高校卒業時の成績は学年で第3位であったという。高校卒業後はソウル大学校国語国文学科に入学。在学中同大総学生会文化部長・5月祭準備委員長として、民主化運動の指導者でもあった牧師文益煥を講演会講師として招聘した経験を持つ。
卒業後の1988年、演劇『対決』（대결）で俳優としてデビュー。1991年、映画『閉じた校門を開けて』（닫힌 교문을 열며）に出演。とある人文系高校（日本の普通科高校に相当）にて、就職クラス生徒への不当な待遇に抵抗する担任教員ソン・デジン役を演じ映画界にデビューした。1998年には『約束』（약속）で、主人公サンドゥ（パク・シニャン）の部下オム・ギタク役を演じ、第36回大鐘賞助演男優賞および第19回青龍映画賞助演男優賞を受賞した。
映画俳優としてのキャリアを積む一方、2002年5月から2006年1月までSBSの時事番組『それが知りたい』の番組進行役を務めた。後に、担当中最も印象に残った事件として2004年に発生したイラク韓国人会社員殺害事件を挙げている。2005年には公開後約1,230万人を動員した大ヒット作品『王の男』で燕山君役を演じた。
2007年4月16日、MBCのシットコム『思いっきりハイキック!』の108話にチキン店の配達人役で出演しテレビドラマにデビューした。同年公開の主演映画『飛べ、ホ・ドング』での役柄に合わせたものであった。
2008年、スエ主演の映画『あなたは遠いところに』で、旅回りのバンドのリーダージョンマン役を演じ、本人も「全く予想していなかった」という黄金撮影賞最優秀人気男優賞を受賞。またKBSのテレビドラマ『風の国』で主人公ムヒュルの父で高句麗第2代国王ユリ王役を演じ、同年度KBS演技大賞優秀演技賞（ミニシリーズ部門）を受賞した。2011年には『黄山ヶ原』の続編『平壌城』にて、新羅の老将軍キム・ユシン役で黄金撮影賞最優秀主演男優賞を、KBSの医療ドラマ『ブレイン』のキム・サンチョル教授役で同年度KBS演技大賞優秀演技賞（ミニシリーズ部門）を受賞した。
デビューして以来いずれの芸能事務所にも所属してこなかったフリーの俳優であったが、2015年8月にFNCエンターテインメントと専属契約を締結した。同年MBCのテレビドラマ『華麗なる誘惑』で元首相カン・ソッキョン役を演じ、MBC演技大賞最優秀演技賞（男優/特別企画部門）を受賞した。

## 私生活
インタビュー等で長男の存在を公表している。長男は2009年9月2日に放送されたSBS『一夜のTV芸能』に父チョン・ジニョンと共に出演した。2011年に京畿道内の私立中高一貫制代案学校へと進学したとチョン・ジニョンがインタビューで明かしている。2015年5月に放送されたtvNの芸能番組『名簿公開2015』（명단공개 2015）の「上位1パーセントのスターの子供教育法」特集で第6位に選ばれた。

## 狂牛病論争
2009年8月、オーマイニュースに国会議員（当時）・ジャーナリストのチョン・ヨオクへの公開書簡を掲載。女優キム・ミンソンがサイワールド内の自らのミニホームページにて狂牛病に関する雑感を掲載した事に対し、チョン・ヨオクが自らのホームページで公開した反論文への反論と、キム・ミンソンの擁護が目的であった。
チョン・ジニョンの公開書簡とキム・ミンソンのミニホームページ内記述は、ジャーナリストのピョン・ヒジェから「知的レベルが低すぎる」との批判を浴びた。更にこの批判に対して俳優パク・チュンフンが自らのTwitterにて反論するなど論争に発展した。

## 作品
出演作品は、個別に注釈があるもの以外はにもとづく:

### テレビドラマ
| 年        | タイトル                                 | 原題                             | 役名                        | 備考                                |
| --------- | ---------------------------------------- | -------------------------------- | --------------------------- | ----------------------------------- |
| 2007      | 思いっきりハイキック!                    | 거침없이 하이킥!                 | チキン屋の配達人            | MBC放送 第108話ゲスト、デビュー作   |
| 2008      | 風の国                                   | 바람의 나라                      | ユリ王                      | KBS放送 KBS演技大賞優秀演技賞受賞   |
| 2010      | トンイ                                   | 동이                             | ソ・ヨンギ                  | MBC放送                             |
| 2011      | 影島大橋を渡る                           | 영도다리를 건너다                | ペク・インドク              | KBS放送 旧正月特集ドラマ            |
| 2011      | ブレイン                                 | 브레인                           | キム・サンチョル            | KBS放送 KBS演技大賞優秀演技賞受賞   |
| 2012      | ラブレイン                               | 사랑비                           | 現代のソ・イナ              | KBS放送                             |
| 2012      | チョンウチ 田禹治                        | 전우치                           | チョン・ウチの師匠          | KBS放送 特別出演                    |
| 2014      | エンジェルアイズ                         | 엔젤 아이즈                      | ユン・ジェボム              | SBS放送                             |
| 2015      | 華麗なる誘惑                             | 화려한 유혹                      | カン・ソッキョン            | MBC放送 MBC演技大賞最優秀演技賞受賞 |
| 2018      | スケッチ 〜神が予告した未来〜            | 스케치                           | チャン・テジュン            | JTBC放送                            |
| 2019      | 補佐官                                   | 보좌관                           | イ・ソンミン                | JTBC放送、Netflix配信               |
| 2020      | 私たち、家族です〜My Unfamiliar Family〜 | (아는 건 별로 없지만) 가족입니다 | キム・サンシク              | tvN放送                             |
| 2021-2022 | 不可殺 -永遠を生きる者-                  | 불가살                           | ダン・グク / クォン・ホヨル | tvN放送                             |
| 2024      | 涙の女王                                 | 눈물의 여왕                      | ホン・ボムジュン            | tvN放送                             |

### その他のテレビ番組
| 年        | タイトル                                      | 原題                                  | 備考                                                                            |
| --------- | --------------------------------------------- | ------------------------------------- | ------------------------------------------------------------------------------- |
| 2002-2006 | それが知りたい                                | 그것이 알고 싶다                      | SBS放送                                                                         |
| 2011      | ヒューマン・サバイバル 挑戦者                 | 휴먼 서바이벌 도전자                  | KBS放送                                                                         |
| 2011      | MBCスペシャル                                 | MBC 다큐스페셜                        | MBC放送 2011年2月18日放送「心に筋肉を作る」 ナレーション担当                    |
| 2012      | 私は歌手だ2 スーパーディセンバー 2012歌手王戦 | 나는 가수다 Ⅱ 슈퍼 디셈버 2012 가왕전 | MBC放送 私たちの日曜の夜コーナー                                                |
| 2012      | スターロードトーク 明沙十里                   | 스타 로드토크 명사십리                | MBC放送 2012年11月22日放送のキム・ソングン特集にて ユジン、ソ・ギョンソクと共に |

### ラジオ番組
| 年   | タイトル                    | 原題                           | 備考                                                                  |
| ---- | --------------------------- | ------------------------------ | --------------------------------------------------------------------- |
| 2015 | 100人の俳優、韓国文学を読む | 100인의 배우, 우리 문학을 읽다 | EBS FM放送 2015年10月26-31日放送 金基鎮『若き理想主義者の死』朗読担当 |

### 広告・コマーシャル
※一部、企業名をクリックするとCFの動画ページ（当該企業の公式チャンネル内）に飛びます。
| 年   | 企業名               |
| ---- | -------------------- |
| 2004 | キョンドンボイラー   |
| 2010 | 廣東製薬ケンポナシ茶 |
| 2011 | 東洋製薬ガーグリン   |

### その他の活動
| 年   | 企業名                                      |
| ---- | ------------------------------------------- |
| 2011 | 釜山映像委員会副委員長                      |
| 2013 | 第10回EBS国際ドキュメンタリー映画祭広報大使 |